# Скоромный, Андрей Михайлович
Андре́й Миха́йлович Скоро́мный (род. 30 июня 1989, Ерки, Черкасская область, УССР) — российский спортсмен, мастер спорта России по бодибилдингу, двукратный (2012, 2013) вице-чемпион России в соревнованиях по версии Федерации бодибилдинга и фитнеса России.

## Биография
Андрей Михайлович Скоромный родился 30 июня 1989 года в Черкасской области Украины. Детство и школьные годы Скоромного прошли на севере России, в посёлке Пурпе Ямало-Ненецкого автономного округа.
В школе занимался различными видами спорта, выступал за школу на спортивных мероприятиях и соревнованиях. Имел несколько взрослых разрядов по таким видам спорта, как лёгкая атлетика, гимнастика, баскетбол.
В 2006 году окончил школу и переехал на учёбу в Москву. В возрасте 17 лет начал посещать тяжелоатлетический зал и увлёкся бодибилдингом. Первым соревнованием по бодибилдингу для Скоромного стал чемпионат Йошкар-Олы, прошедший весной 2010 года. На нём дебютант, выступая в юниорской категории, в абсолютном зачёте занял первое место. После чего ему, как победителю «юниоров», было предложено выступить в категории «мужчины до 90 кг», в которой он в итоге стал бронзовым призёром.
На Кубке России, состоявшемся той же весной, выиграл категорию «юниоры свыше 75 кг» и закрепил результат в абсолютном юниорском зачёте, завоёвывая первое место. В «мужской» категории 90 кг уступил лишь Сергею Копанцеву и Вадиму Солончаку.
Осенью 2010 года на чемпионате Московской области Скоромный вновь первый в абсолютном зачёте среди «юниоров» и третий среди «мужчин», но теперь уже в категории до 100 кг. На чемпионате Москвы похожий результат: первое место в абсолютном зачёте среди «юниоров». На этот раз более «сухая» мускулатура позволила ему занять второе место в категории «мужчины до 90 кг», пропустив вперёд победителя Ивана Водянова и обойдя бронзового призёра Ивана Кочеткова.
Осенний сезон 2010 года завершился для Скоромного чемпионатом России, где он, выиграв свою категорию «юниоры свыше 75 кг», а следом и абсолютный зачёт, стал чемпионом России. Принять участие в чемпионате мира среди юниоров не удалось из-за простуды, которая привела к тяжёлому осложнению на ухо, в связи с чем за 17 дней до объявленной даты он попал в больницу и был вынужден прекратить предсоревновательную подготовку.
Пропустив весенний соревновательный сезон, в октябре 2011 года на открытом первенстве и чемпионате Москвы Скоромный, уже покинув юниорский дивизион, занял первое место в категории «мужчины до 100 кг» и в абсолютном зачёте уступил только тяжеловесу Виталию Фатееву, обогнав победителей других весовых категорий: Сергея Дороничева (до 85 кг), Павла Иванова (до 90 кг) и Павла Гончарова (до 80 кг).
Окончил Московский автомобильно-дорожный институт, факультет автомобильного транспорта. Во время обучения в институте работал персональным инструктором в фитнес-центре.
В начале соревновательной карьеры тренировался самостоятельно. Но позже, имея недостаток знаний по соревновательной подготовке, обратился за помощью к Алексею Викторовичу Кирееву («доктору Люберу»). Первыми результатами их сотрудничества стали достижения осеннего сезона 2010 года.

## Семья
С 2012 по 2017 был женат, супруга Арина Скоромная. От общего брака один ребёнок — Скоромная София Андреевна (род. 12.04.2014).

## Антропометрические данные
Антропометрические данные (обмеры):
- рост — 174 см
- вес:
  - соревновательный — 98 кг,
  - в межсезонье — 118 кг,
- талия — 85 см
- шея — 45 см
- бицепс — 58 см,
- бедро — 77 см
- голень — 50 см

## Достижения
Андрей Скоромный участвовал в следующих соревнованиях по бодибилдингу:

### 2010 год
Кубок Москвы:
- юниоры абсолютная, 1 место
- мужчины до 90 кг, 3 место

Кубок ЦФО:
- юниоры абсолютная, 1 место
- мужчины до 90 кг, 4 место

Кубок России (ФБФР):
- юниоры свыше 75 кг, 1 место
- юниоры абсолютная, 1 место
- мужчины до 90 кг, 3 место

Чемпионат Московской области:
- юниоры абсолютная, 1 место
- мужчины до 100 кг, 3 место

Чемпионат Москвы:
- юниоры абсолютная, 1 место
- мужчины до 90 кг, 2 место

Чемпионат России (ФБФР):
- юниоры свыше 75 кг, 1 место
- юниоры абсолютная, 1 место
- мужчины до 90 кг, 5 место

### 2011 год
Чемпионат Москвы:
- мужчины до 100 кг, 1 место
- мужчины абсолютная, 2 место

### 2012 год
Чемпионат России (ФБФР):
- мужчины до 100 кг, 2 место[5]

Кубок Чемпионов:
- мужчины абсолютная, 5 место

Гран-При Фитнес-Хаус:
- мужчины абсолютная, 4 место

### 2013 год
Arnold Amateur (IFBB):
- мужчины до 100 кг, не вошёл в 6 победителей (остальные места в протоколе IFBB не указывались)

Чемпионат России (ФБФР):
- мужчины до 100 кг, 2 место[6].